# (3261) Твардовский
(3261) Твардовский (лат. Tvardovskij) — типичный астероид главного пояса, открыт 22 сентября 1979 года советским астрономом Николаем Черных в Крымской астрофизической обсерватории и 2 апреля 1988 года назван в честь советского писателя Александра Твардовского.

## Обнаружение и именование
(3261) Твардовский
Открыт 22 сентября 1979 года в Научном Н. С. Черных.
Назван в память об известном советском поэте Александре Трифоновиче Твардовском (1910—1971).
Оригинальный текст (англ.)3261 Tvardovskij
Discovered 1979-09-22 by Chernykh, N. at Nauchnyj.
Named in memory of Aleksandr Trifonovich Tvardovskij (1910—1971), famous Soviet poet.
Источники: DISCOVERY.DB; M.P.C. 12972.

## Орбита

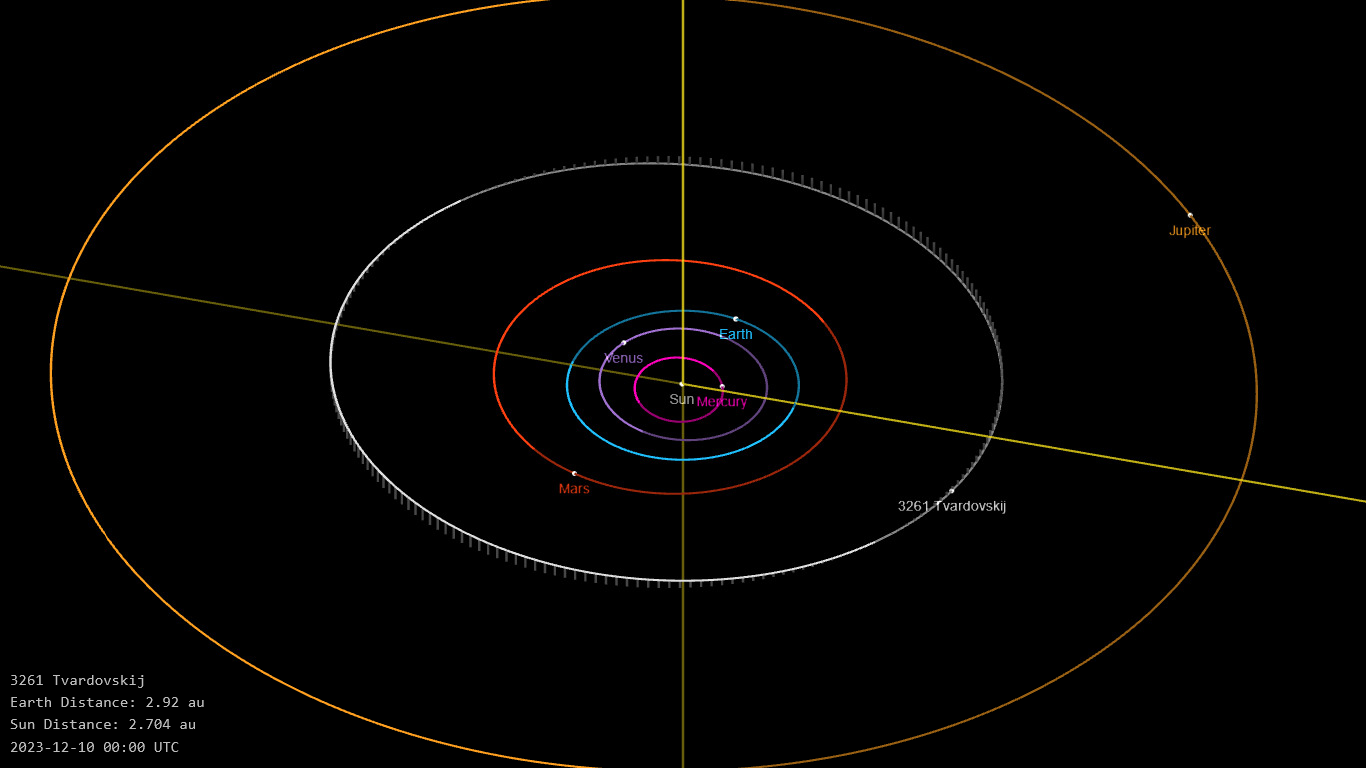
Орбита астероида Твардовский и его положение в Солнечной системе

## Физические характеристики
Астероид относится к таксономическому классу S.
По результатам наблюдений в видимом и ближнем инфракрасном диапазоне космического телескопа NEOWISE и наблюдений в инфракрасном диапазоне спутника Akari диаметр астероида сначала оценивался равным 11,807±0,144 км, позже — 14,93±1,26 км и 11,732±0,124 км. Согласно тем же источникам альбедо оценивается как 0,2902±0,0637, 0,166±0,029 и 0,294±0,027.